# 센토 어소

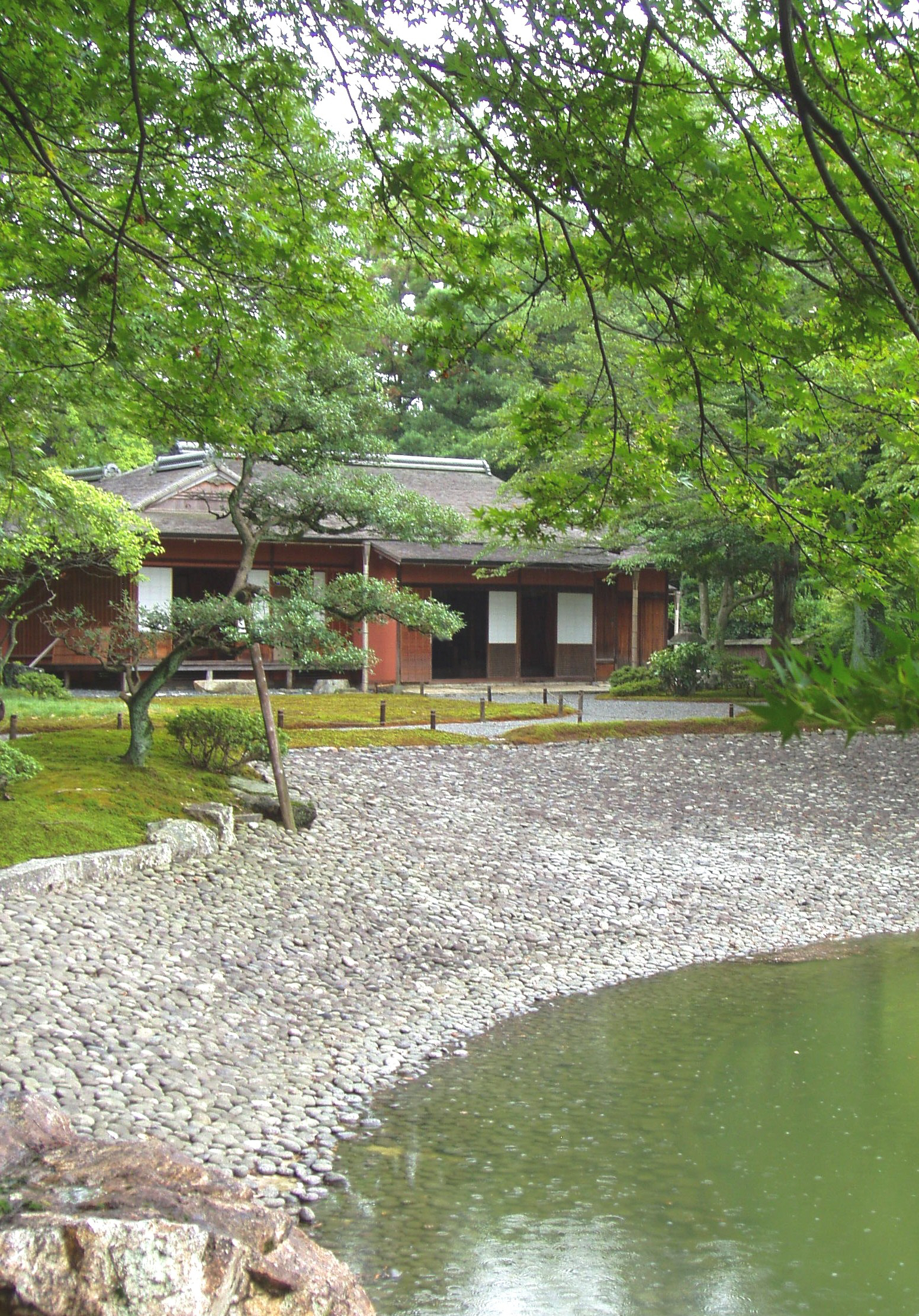
센토 어소 정원

센토 어소(일본어: 仙洞御所 센토고쇼[*])란 퇴위한 일본 천황(상황, 법황)의 어소이다. 센토(仙洞)란 본래 신선이 사는 산골을 의미한다. 또 퇴위한 천황의 이칭(異称)으로도 사용되었다.
신선은 오래전부터 중국에서 믿어온 이상적인 인간상이다. 속세에서 벗어나 깊은 산에 은둔생활을 한다. 이점에서 퇴위한 천황의 거처를 센토이라고 불렀다. 또, 귀인이 사는 곳을 고쇼(御所)라고 하기 때문에 센토 고쇼(仙洞御所)라고 불리게 된다. 상황, 법황은 퇴위후, 궁궐로부터 퇴거하여 이곳 센토 고쇼로 거처를 옮겼다. 센토 고쇼는 또 인(院)이라고 불렸는데, 이 말도 상황, 법홍의 이칭으로 사용되었다. 센토 고쇼에는 가세이기관(家政機関)으로 인노초(院庁)가 설치되었고, 시라카와 천황 때에는 근위대라 할 수 있는 호쿠멘노부시(北面の武士) 후에 사이멘노부시(西面の武士)가 설치되었다.
교토 어원의 센토 어소
현재 교토시에 있는 교토 어원내에는 있는 교토 어소의 남동쪽에 센토 어소가 위치해 있다. 이 곳은 1627년 고미즈노오 천황을 위해 조성된 곳으로 정식명청은 사쿠라마치 도노(桜町殿)라고 한다. 센토 어소의 건물들은 1854년 화재로 소실되었고, 다시 재건되지 않았다. 현재에는 정원만 남아있다. 이 정원은 고보리 마사카즈가 설계한 것이다. 센토 어소 동북쪽에 인접해있는 오미야 어소는 고미즈노오 천황의 황후인 도쿠가와 마사코의 뇨인 어소(女院御所)로써 조성된 것이 시초라고 한다.

## 같이 보기
- 어소
- 교토 어소
- 교토 어원
- 가쓰라 이궁